# Vik Sahay
Vikram "Vik" Sahay, född i Ottawa, Kanada, är en kanadensisk skådespelare som är mest känd som Lester Patel som var en nördpatrull i NBC-serien Chuck.

## Filmografi (urval)

### Filmer
- 1995 – Den magiska regnbågen – Tiger #3
- 1996 – Rysk roulette – Livingstons assistent
- 1996 – Allt att vinna – Roland Jellico
- 1997 – Balls Up – Debdash
- 1997 – Will Hunting – Nemsh
- 1998 – Från sopåkare till fotbollsfenomen – taxichaufför
- 1999 – Existenz – manlig assistent
- 2012 – American Reunion – Prateek Duraiswamy

### TV-serier
- 2007–2012 – Chuck – Lester Patel, 91 avsnitt

### Webbkällor
- Vik Sahay på Internet Movie Database (engelska)